# سارة لومباردي
سارة لومباردي (بالألمانية: Sarah Lombardi)‏ هي مغنية ألمانية، ولدت في 15 أكتوبر 1992 في كولونيا في ألمانيا.

## وصلات خارجية
- الموقع الرسمي
- سارة لومباردي على موقع IMDb (الإنجليزية)
- سارة لومباردي على موقع ميوزك برينز (الإنجليزية)
- سارة لومباردي على موقع أول ميوزيك (الإنجليزية)
- سارة لومباردي على موقع ديسكوغز (الإنجليزية)